# Das Wunder von Neukölln
Das Wunder von Neukölln ist ein Musical von Peter Lund (Text) und Wolfgang Böhmer (Musik) und wurde am 4. Dezember 1998 an der Neuköllner Oper uraufgeführt.

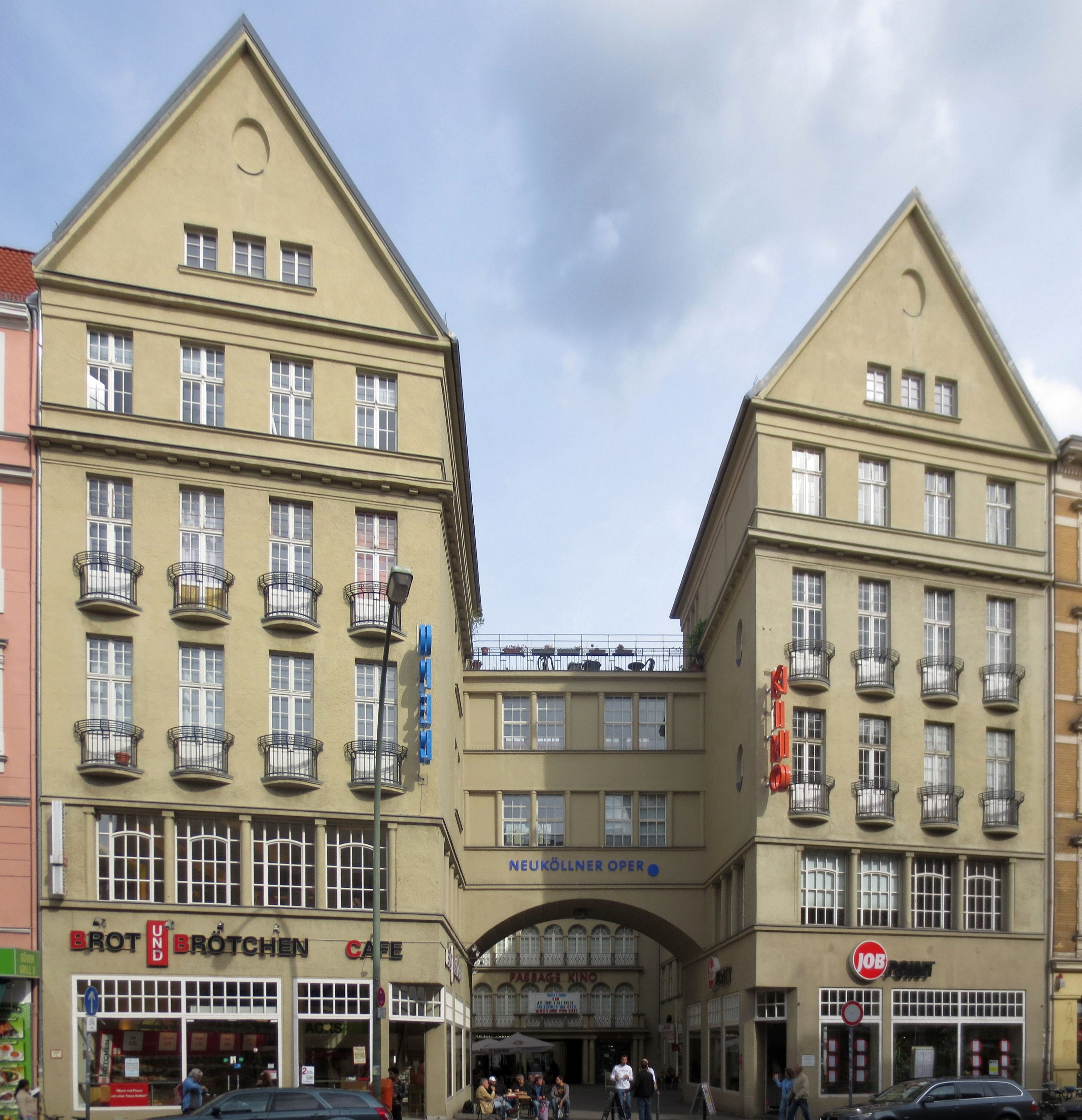
Mitten in Neukölln liegt der Ort der Uraufführung: die Neuköllner Oper

## Inhalt
Janine Majowski kann sich glücklich schätzen. Denn sie hat einen Job als Kassiererin bei Penny. Von dem dürftigen Gehalt muss sie noch ihren arbeitslosen Freund durchfüttern und auch ihren kleinen Bruder, der ihr droht, auf den Strich zu gehen, wenn sie kein Geld abdrückt. Zudem hat ihre Mutter Krebs, und ihr Vater ist ein Total-Pflegefall.
Irgendwie funktioniert das alles, bis Janine schwanger wird und auch noch beschließt, das Kind zu behalten. So wird aus ihr eine arbeitslose, allein erziehende Mutter eines behinderten Kindes, die eine Menge Ärger mit ihrer Familie hat. Es wird viel unerträglicher, als es sich anhört: Janines Leben ist ein schlechter Film. Das Gefühl hat Janine jedenfalls. Und fast hätte Janine die Kurve nicht gekriegt, wenn nicht Johannes gekommen wäre, ein moderner Märchenprinz und ein erfahrener Medienmensch, der das ungeheure Potenzial spürt, das in dieser rührenden Lebensgeschichte schlummert, denn aus bösen Zeiten und traurigen Schicksalen lässt sich viel Geld machen. Er verspricht, Janine mit einer Spendenaktion über Nacht zur reichen Frau zu machen. Damit beginnt Janines unglaubliche Reise nach oben....

## Rezeption
Auf der Bühne herrscht die Berliner Schnauze. Schlager-, Rock- und Gospelsongs für Klarinette, Bass und Saxophon sorgen für den richtigen Schwung und passen ideal zu dem turbulenten Spektakel. Das Musical, welches von Lund als eine Sozialkomödie mit Musik untertitelt wurde, erzählt ein modernes Märchen und avancierte als „ein echtes Berliner Musical“ schnell „zum Kultstück“, das die sozialen Probleme Neuköllns ernst nimmt und dessen Markenzeichen sein direkt auf den Schmerzpunkt zielender Gegenwartsbezug ist. Als grenzenlose Stilmischung hat Das Wunder von Neukölln damit den Maßstab gesetzt, welcher seitdem für deutsches Musiktheater 'von unten' gilt und das neue Genre der Sozialkomödie erfunden.

## Ensemble der ersten Spielzeit
- Regie: Bernd Mottl
- Musikalische Leitung: Hans-Peter Kirchberg
- Bühnenbild: Dirk Immich
- Kostüme: Susanne Suhr
- Darsteller: Christine Rothacker, Silvia Bitschkowski, Gerd Lukas Storzer, Ilka Sehnert, Claudia Stangl, Martin Stenkamp, Guido Schmitt, Katrin Aebischer

## Weitere Aufführungen
- Gastspiel im Grips-Theater ab 23. Juli 1999
- Gastspiel im Kleist-Theater Frankfurt (Oder) am 3. und 4. Dezember 1999
- Wiederaufnahme an der Neuköllner Oper am 7. Juni 2000
- Gastspiel auf Kampnagel in Hamburg ab 2. Dezember 2000
- Theater St. Gallen (Schweiz), Spielzeit 2000/2001

## Pressestimmen
- Und dieses Wunder von Neukölln von Hausherrn Peter Lund ist tatsächlich ein Wunder, eine wundervolle Opera-comique mit treffsicheren Dialogen, mit Witz, Esprit und Charme, eine Operette, ein hinreißendes Musical, ach was, einfach alles zusammen. (Zitty)
- Die bemerkenswerteste Musical-Uraufführung der Saison 1998/99. (musicals)

## Liste der Lieder(Auswahl)
- Mach weg
- Familie, wozu?
- Was ganz besonderes
- Neukölln bei Nacht
- Sei da, geh ran!
- Du hast 'ne Frau
- Jesus, Heinrich Böll und du
- Ein Ding am Tag
- Ich bin sozial total gestört
- Es kommt darauf an
- Kommt mit mir nach Falkensee
- Keiner, der mich noch liebt
- Ich sehe das, was du nicht siehst
- Die Liebe der Gewohnheit
- Mir ist ein Wunder passiert